# Антонова, Кока Александровна
Ко́ка Алекса́ндровна Анто́нова (10 [23] марта 1910, Санкт-Петербург — 3 февраля 2007, Москва) — советский и российский историк-индолог; основные труды посвящены истории Индии в Средние века и Новое время. Доктор исторических наук.

## Биография
Родилась в семье профессиональных революционеров.
В 1931 году окончила Московский университет и работала в Институте мирового хозяйства и мировой политики, где изучала британскую политику в Ирландии, Канаде, Австралии. С 1936 года в аспирантуре исторического факультета МГУ, занималась под руководством востоковеда И. М. Рейснера историей Индии.
В 1937 году, после ареста матери, как член семьи изменника Родины, Антонова оказалась в ссылке в Сибири. В 1939 году добилась разрешения вернуться в Москву, продолжила заниматься наукой. В 1940 году защитила кандидатскую диссертацию «Индия в период генерал-губернаторства У. Гастингса».
Во время Великой Отечественной войны находилась в эвакуации в Ташкенте, здесь поступила в докторантуру Института востоковедения Академии наук СССР, начала изучение персидского языка. По возвращении в Москву, Кока Александровна работала в Фундаментальной библиотеке общественных наук. В 1948 году защитила докторскую диссертацию на тему «Религиозная политика Акбара. (К истории индо-мусульманских разногласий)». С 1950 года до конца жизни была сотрудником московского Института востоковедения Академии наук.
Умерла в 2007 году в Москве. Похороненa на Николо-Архангельском кладбище.
Памяти К. А. Антоновой посвящена вышедшая в 2010 году книга «В России надо жить долго…».
Была замужем за историком Владимиром Михайловичем Турок-Поповым.
Основателем московской школы медиевистов-индологов и человеком высшей пробы порядочности называл ее Пётр Михайлович Шаститко, а Леонид Борисович Алаев писал: «Она не обладала даром убеждать, захватывать, вести за собой. Но у нее были упорство, настойчивость и сознание, что она стоит на твердой почве фактов, данных источников. Чтобы ее в чем-то переубедить, требовались громадные усилия, существенные доказательства».
Ее монографии и главы в коллективных трудах демонстрировали уровень осмысления материала, которому трудно было что-то противопоставить».

## Основные работы
Книги
- Очерки общественных отношений и политического строя Могольской Индии времен Акбара (1556—1605 гг.). М., 1952;
- Английское завоевание Индии в XVIII в. М., 1958;
- История Индии: Краткий очерк. М., 1973 (совм. с Г. М. Бонгард-Левиным и Г. Г. Котовским; 2-е изд.: 1979).

Статьи
- Суюргал в акбаровской Индии: (К вопросу о формах землевладения в средневек. Индии) // УЗ Тихоокеанского института. 1949. Т.2. С.149-176.
- К вопросу о введении системы райятвари в Индии: (Классовая сущность мирасдаров) // КСИВ. 1953. Вып. 10. С.81-94.
- The social background of Akbar’s religious reform // Труды 25-го Международного Конгресса востоковедов. Москва, 9-16 авг. 1960. М., 1963. Т.4. С.9-15.
- История Индии в средние века. М., 1968. С.375-431, 492—557.
- Индия с XVI до середины XVIII века // История стран зарубежной Азии в средние века. М., 1970. С.511-518.
- Из истории англо-французской борьбы в Индии в XVIII в.: (По неопубл. рукописи 1775 г.) // НАА. 1972. № 1. С.130-134.
- Один из первых советских индологов Н. М. Гольдберг (1891—1961) // Слово об учителях. Московские востоковеды 30—60-х годов / Под ред.: О. К. Дрейер, Г. Д. Тягай, П. М. Шаститко. М.: Восточная литература, 1988. — 344 с.. С.167-177.
- Александр Михайлович Осипов (1897—1969): Мы его звали Дедом // Там же. С. 200—217 (совм. с Л. Б. Алаевым).
- Мы, востоковеды // Восток. 1991. № 1. С.140-154; № 3. С.105-115; 1992. № 2. С.140-152; № 4. С.124-136; № 5. С.131-147; 2000. № 4. С.116-131.